# Edward Montagu (2e comte de Manchester)
Edward Montagu, 2e comte de Manchester (1602 - 5 mai 1671) est un commandant important des forces parlementaires de la Première guerre civile anglaise et, pendant un temps, le supérieur d'Oliver Cromwell.

## Biographie
Edward Montagu est le fils aîné de Henry Montagu (1er comte de Manchester) de sa première épouse, Catherine Spencer, petite-fille de Sir William Spencer, de Yarnton, Oxfordshire. Il naît en 1602 et fait ses études au Sidney Sussex College, à Cambridge (1618 - 22).
Il accompagne le prince Charles, futur roi Charles 1er lors de son voyage en 1623 dans l'Espagne des Habsbourgs pour essayer de conclure un mariage espagnol. Il est député du Huntingdonshire dans le « Parlement heureux » de 1623-1624, le « Parlement inutile » de 1625 et le Parlement de 1625-1626. Lors du couronnement de Charles Ier en février 1626, il est nommé chevalier du Bain en récompense des services rendus au roi en Espagne. En mai, avec l'aide de George Villiers (1er duc de Buckingham), Montagu est élevé à la Chambre des lords. Il reçoit la baronnie de son père, Kimbolton et est nommé vicomte Mandeville comme titre de courtoisie avec la création de son père, comte de Manchester, en février, lorsque le Parlement s'est réuni.
Sa première épouse, apparentée au duc de Buckingham meurt en 1625 après deux ans de mariage. Il se remarie en 1626 Anne Rich, fille de Robert Rich (2e comte de Warwick).
L'influence de son beau-père, qui est ensuite amiral favorable au parlement, attire Mandeville du côté populaire dans les questions en litige avec la couronne. Au début du Long Parlement il est l'un des dirigeants du parti populaire à la Chambre des lords, son nom étant associé à ceux des cinq députés de la Chambre des communes mis en accusation par le roi en 1642. Au début de la guerre civile, après avoir succédé à Henry Montagu (1er comte de Manchester) son père au comté en novembre 1642, il commande un régiment dans l'armée de Robert Devereux (3e comte d'Essex), et en août 1643, il est nommé Major général des forces parlementaires en les comtés de l'Est, avec Cromwell comme commandant en second. Il désigne bientôt son prévôt William Rowsing comme iconoclaste, parcourant les églises de Suffolk et de Cambridgeshire en détruisant toutes les images papales et superstitieuses.
Devenu membre du Comité des deux royaumes en 1644, il est commandant suprême à la bataille de Marston Moor mais lors des opérations suivantes, son manque d'énergie le met en désaccord avec Cromwell. En novembre 1644, il désapprouve la poursuite de la guerre. Cromwell porte les manquements de Manchester devant le Parlement à l'automne 1644 et, en avril de l'année suivante, anticipant l'ordonnance d'abnégation, Manchester démissionne de son mandat. Il joue un rôle de premier plan dans les négociations fréquentes en vue d’un arrangement avec le roi Charles, est le gardien de William Lenthall du Grand Sceau de 1646 à 1648 et préside souvent la Chambre des lords. Il s'oppose au procès du roi et se retire de la vie publique pendant le Commonwealth, mais après la restauration, à laquelle il participe activement, il est chargé d'honneurs par Charles II. En 1667, il est nommé général. Il est fait chevalier de l'ordre de la jarretière en 1661 et devient membre de la Royal Society en 1667. Il meurt le 5 mai 1671.
Des hommes aussi différents que Richard Baxter, Gilbert Burnet et Clarendon s'accordent pour dire que Manchester est un homme adorable et vertueux, qui aime la paix et la modération tant sur le plan politique que religieux.

## Mariages et postérité
Manchester s'est marié cinq fois, ayant des enfants avec deux de ses femmes.
Il se marie d'abord, le 6 février 1623, à Susannah Hill ; ils n'ont pas d'enfants.
Il épouse ensuite, le 1er juillet 1625, Anne Rich, fille de Robert Rich (2e comte de Warwick), et a trois enfants:
- Robert Montagu (3e comte de Manchester),
- Frances Montagu, qui épouse Henry Saunderson
- Anne Montagu, qui épouse son cousin, Robert Rich, 5e comte de Warwick, fils de Henry Rich (1er comte de Holland).

Sa seconde épouse meurt le 16 février 1642 et le 20 décembre de cette même année, il épouse sa cousine Essex, veuve de Thomas Bevil et fille de Thomas Cheek, de son épouse Essex, fille de Robert Rich (1er comte de Warwick) ; ils ont une fille
- Essex Montagu, qui épouse Henry Ingram (1er vicomte d'Irvine).

Sa quatrième épouse est la belle-mère de sa deuxième épouse, Eleanor, fille de Richard Wortley et veuve d'Henry Lee, de Edward Radclyffe (6e comte de Sussex) et du 2e comte de Warwick. Elle meurt en 1666 et le 31 juillet 1667, Manchester se marie une dernière fois à Margaret, veuve de James Hay (2e comte de Carlisle) et fille de Francis Russell (4e comte de Bedford). Elle lui survit et meurt en 1676.